# De Trog
De Trog is een Belgische grootschalige ambachtelijke, biologische bakkerij. Het bedrijf werd eind jaren 1970 opgericht en is gevestigd in Ieper.

## Geschiedenis
Eind jaren 1970 startte het bedrijf als "Volkorenbakkerij De Trog" in Brugge. 
In 1990 werd de bakkerij overgenomen door bakker Hendrik Durnez, de huidige spilfiguur.
In 2002 brachten Hendrik Durnez en Peter Rodrigues hun respectieve bedrijven "De Trog" en "Delisol" samen in een nieuw bedrijf Food Associates. In 2012 stapte ook Stijn Swinnen met het roomijsbedrijf "Missault" er mee in. De naam werd later gewijzigd in Food Associates Group. In 2018 kocht BNP Paribas Fortis zich in met 25% van de aandelen van deze groep.
Door de sterke groei en het gebrek aan uitbreidingsmogelijkheden verhuisde De Trog in 2005 naar Ieper. In 2007 werd het bedrijf verdubbeld in oppervlakte. Met een jaarlijkse groei van zo'n 10 tot 25% groeide De Trog uit tot de grootste biobakkerij van Europa. Anno 2018 werken in de bakkerij in Ieper 83 bakkers.

## Producten
De producten van De Trog onderscheiden zich van andere industriële bakkersproducten door vier kenmerken: ze zijn bereid op basis van biologische grondstoffen, ze kennen een betrekkelijk lange rust- en rijstijd, een 40-jaar-oude natuurdesem vormt de basis voor alle desembroden. Deze drie kenmerken, samen met heel wat handwerk dat nog steeds bij het productieproces komt kijken, maakt het geheel tot een ambachtelijk proces.
De producten van De Trog worden verkocht doorheen België, zowel in Vlaanderen, als Wallonië en Brussel, evenals in enkele plaatsen in Frankrijk.
Op veel plaatsen worden de producten van De Trog verkocht onder de naam Pur Pain.

## Erkenning
- In 2016 ontving De Trog de Factory of the Future Award, een erkenning voor de meest technologisch ondersteunde, toekomstgerichte Belgische bedrijven.[7]